# Beschidi Slesiani
I Beschidi Slesiani (in ceco Slezské Beskydy, in polacco Beskid Śląski, in tedesco Schlesische Beskiden) sono un massiccio montuoso al confine tra Polonia e Repubblica Ceca, parte della catena dei Monti Beschidi.

## Classificazione
I Beschidi Slesiani hanno la seguente classificazione:
- catena montuosa: Carpazi
- provincia geologica: Carpazi Occidentali
- sottoprovincia: Carpazi Occidentali Esterni
- area: Beschidi Occidentali
- gruppo: Beschidi Slesiani.